# Johann von der Leyten

Detail des Sippenaltars in der Marburger Elisabethkirche 1511

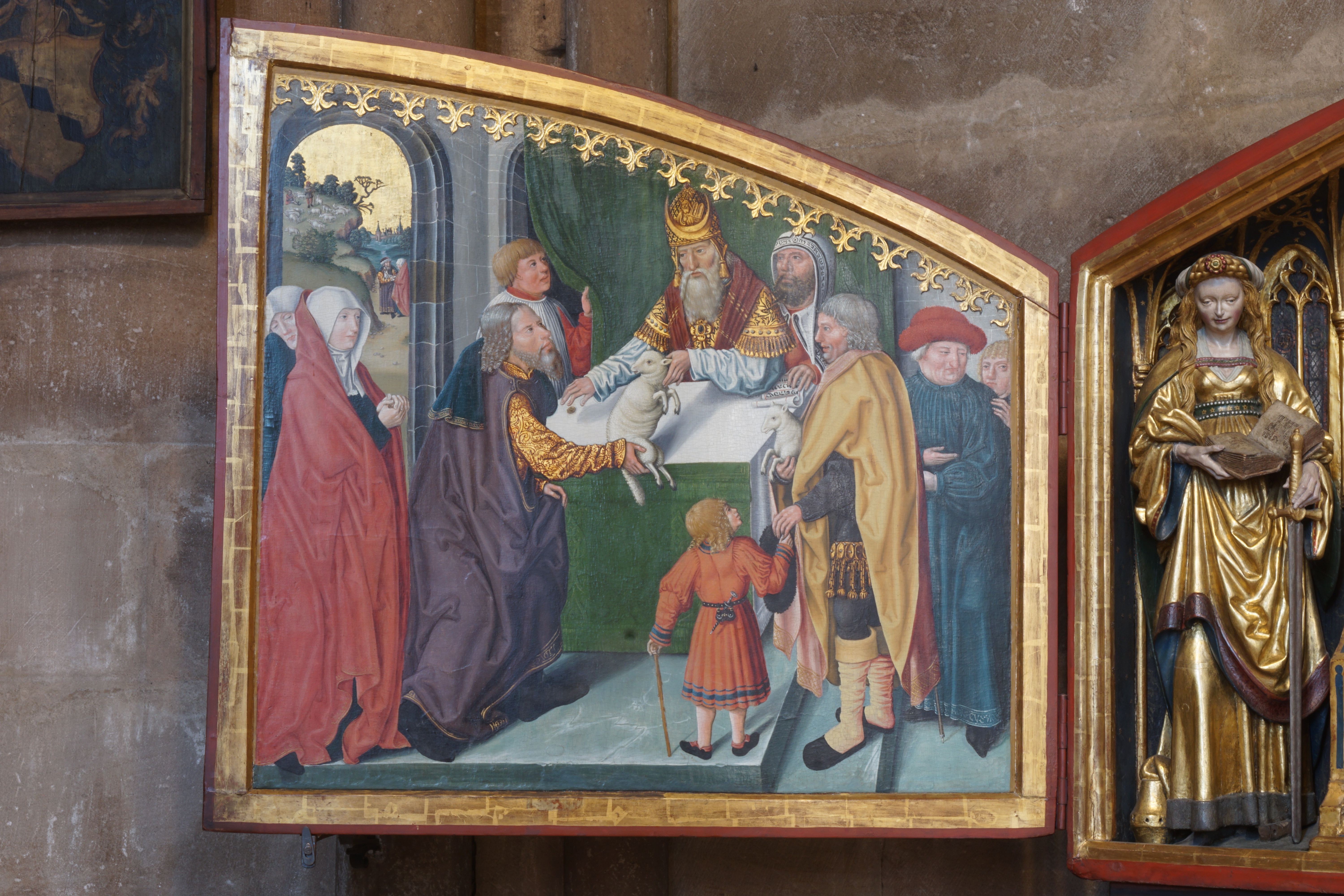
Linker Flügel vom Sippenaltar (1511) in der Marburger Elisabethkirche

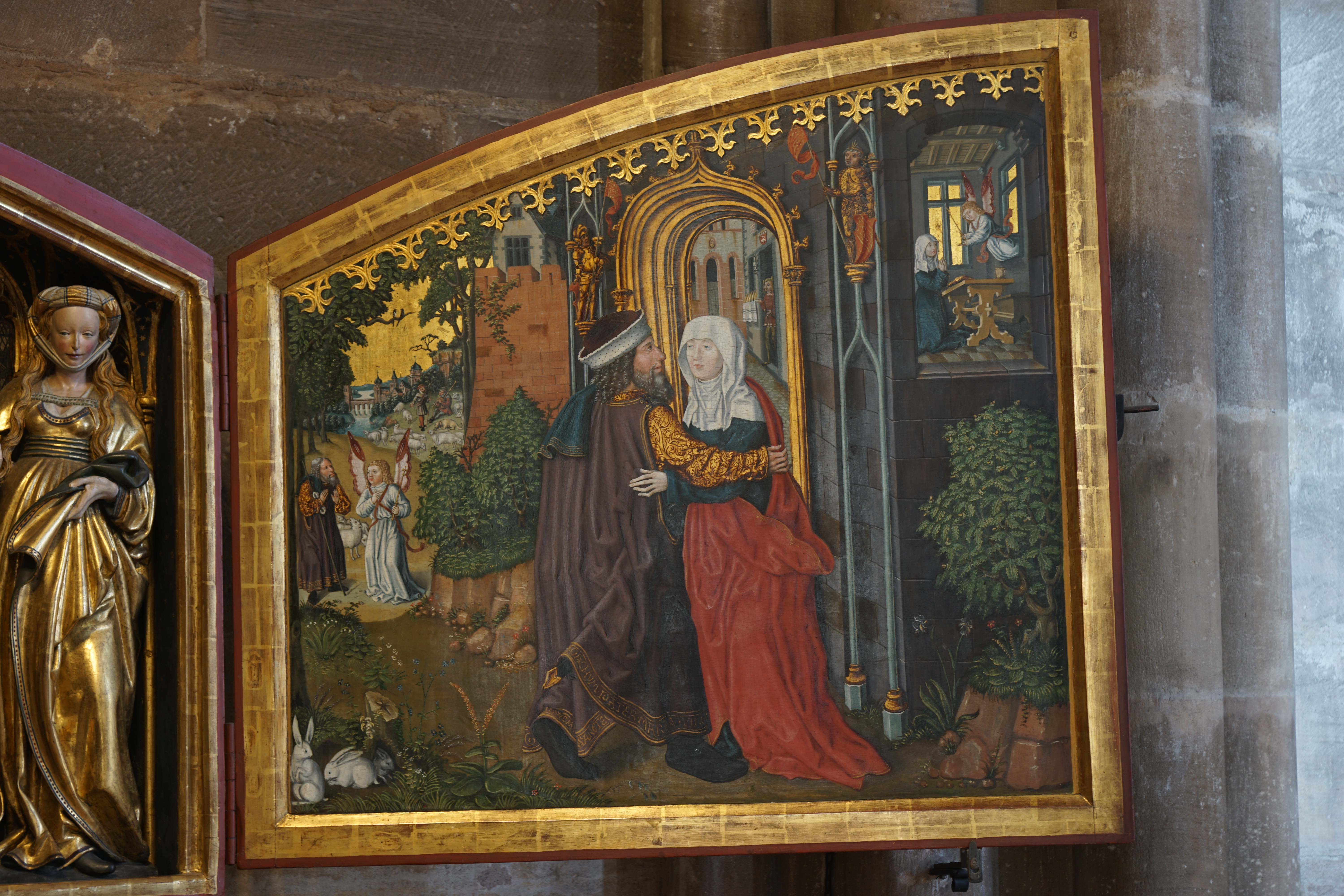
Rechter Flügel vom Sippenaltar (1511) in der Marburger Elisabethkirche

Johann von der Leyten (* um 1460 in Marburg; † 1530 ebenda) war ein Maler der frühen Renaissance in Deutschland. Seine Werkstatt in Marburg schuf ab etwa 1490 Wandgemälde, Tafelgemälde, Glasmalerei und Farbfassungen von Skulpturen. Bekannt ist er heute durch seine Zusammenarbeit mit dem Holzschnitzer Ludwig Juppe, mit dem er zusammen ab etwa 1510 fünf erhaltene Flügelaltäre für die Marburger Elisabethkirche schuf.

## Leben
Johann von der Leyten stammte aus einer angesehenen Marburger Familie von Malern. Sein Vater Gerhard von der Leyten ist von 1454 bis 1503 in Marburg nachweisbar. Johann besaß einen Bruder Heinrich, der ebenfalls als Maler arbeitete. Die Familie stammte aus dem niederen Adel (auf Haus Leithe bei Wattenscheid) und führte ein Wappen, das Johann auch 1511 auf dem rechten Flügelgemälde des Marburger Sippenaltars anbrachte.
Wo Ludwig von der Leyten ausgebildet wurde, lässt sich zurzeit nicht angeben. Stilanalytisch kann festgestellt werden, dass er in einer Werkstatt am Mittelrhein im Raum Mainz oder Frankfurt am Main aus- oder weitergebildet worden ist. Das dürfte zwischen 1475 und 1485 geschehen sein. Das Werk des Malers in Marburg zeigt einige Motivähnlichkeiten mit dem Werk des Erhard Reuwich in Mainz (Darstellung von Bäumen, Ausbildung der Hände, Spiegelungen auf Wasserflächen).
Johann von der Leyten richtete seinen Haushalt und seine Werkstatt in der Wettergasse in Marburg im „Haus zum güldenen Ring“ ein, das er von seinem Schwiegervater, dem Schöffe Schwobe geerbt hatte. Er arbeitete zusammen mit seinem Bruder Heinrich für den landgräflichen Hof unter Landgraf Wilhelm III. und auch für den Hof der Nassauer Grafen in Siegen und Dillenburg.
In Marburg wurde ab 1493 der Wilhelmsbau im Osten des Marburger Schlosses errichtet. Johann von der Leyten arbeitete dort 1497 zusammen mit seinem Bruder über drei Monate. Sie dürften also eine umfangreiche, vermutlich auch figürliche Ausgestaltung für die neuen höfischen Räume des Wilhelmsbaus geschaffen haben, von der keine Spur erhalten ist.
Der Tod Landgraf Wilhelms III. im Jahr 1500 bedeutete wahrscheinlich eine Reduktion der Auftragslage in Marburg. Johann intensivierte damals seine Arbeit für Graf Johann V. von Nassau (reg. 1475–1516). 1511 und 1512 wohnte der Maler sogar mit seiner Familie in Siegen in der Marburger Straße. Johann V. war seit 1482 mit Elisabeth von Hessen verheiratet, der Schwester von Landgraf Wilhelm III., wodurch sich die doppelte Hofbeziehung Johann von der Leytens erklärt.

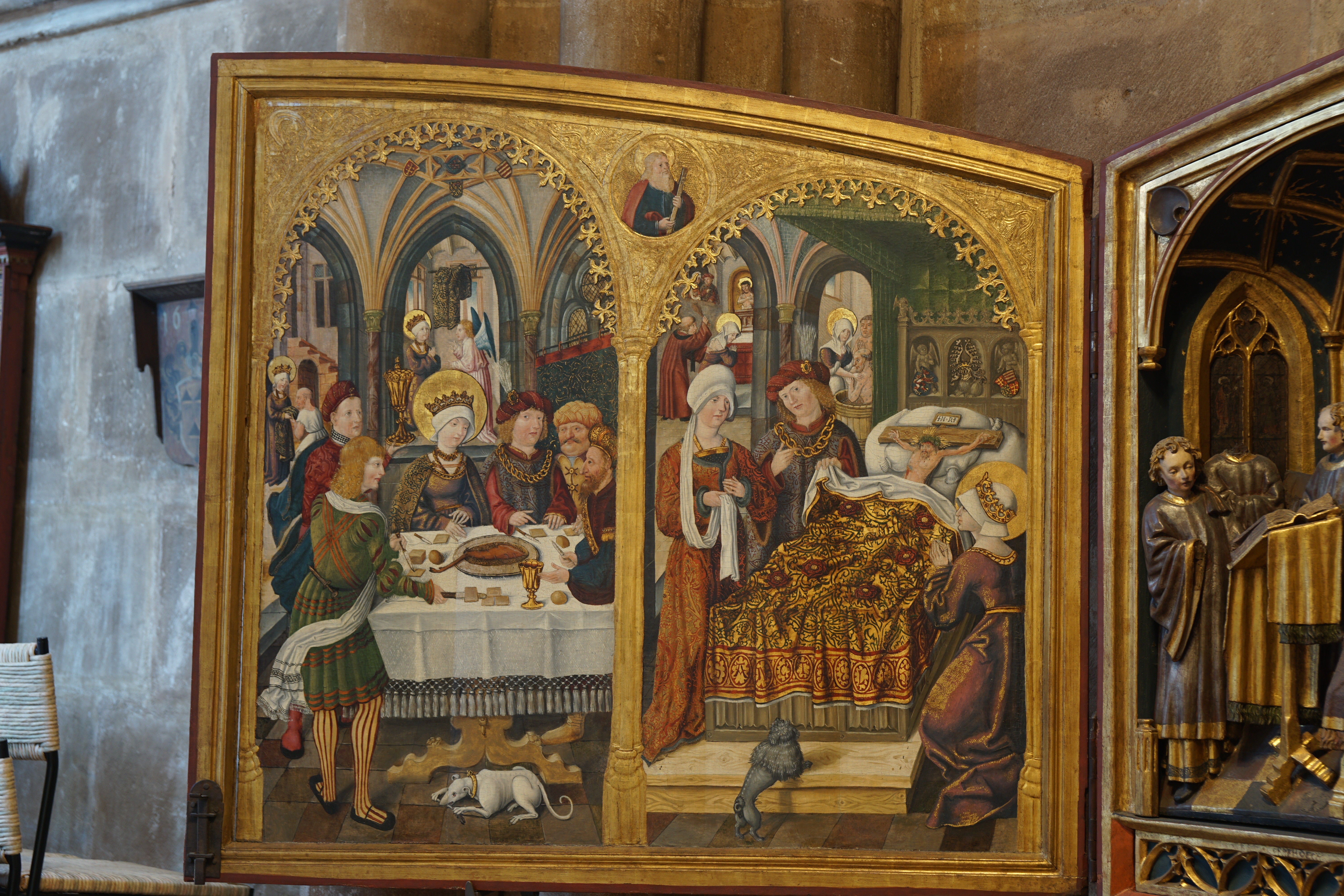
Marburg Elisabethkirche – Elisabethaltar

1512 richtete Johann von der Leyten wieder seine Werkstatt in Marburg ein bzw. reaktivierte seinen alten Hauptwohnsitz. Ein Grund dafür dürfte der Großauftrag für die Tafelgemälde für fünf Flügel- bzw. Wandelaltäre in der Elisabethkirche in Marburg gewesen sind, bei denen er mit dem kurz zuvor als Kalkar am Niederrhein in seine Heimatstadt zurückgekehrten und gleichaltrigen Bildschnitzer Ludwig Juppe über mehrere Jahre zusammenarbeitete. Es gibt zwischen Malerei und Skulptur auf den Retabeln enge motivische Beziehungen, sodass es möglich ist, dass Entwürfe die Gattungsgrenzen überschritten.
Ab dieser Zeit arbeitete Meister Johann auch wieder mehr für den landgräflichen Hof in Marburg, z. B. in der Kapelle auf dem Marburger Schloss.
Von der Leyten und Juppe führten beide zusammen in Marburg eine neue und innovative Kunst ein, die künstlerisch den Übergang von der Spätgotik zur Renaissance markiert. Mit der Hinwendung zur Reformation in Hessen unter Landgraf Philipp dem Großmütigen ab 1524 wurde diese erneuerte Kunst der Kirchenausstattungen der Tendenz nach hinfällig, aber diese Entwicklung zeigte erst kurz vor dem Tod von der Leytens ihre Wirkung.
Sein Bruder Heinrich war in Marburg als Fassmaler tätig. Ludwig war zeitweilig auch Baumeister in der Kirchenfabrik St. Marien in Marburg.

## Werke
- 1494 Ausmalung des „Neuen Gemachs“ auf dem Dillenburger Schloss (nicht erhalten)[5]
- Ausmalung des Wilhelmsbaus des Marburger Schlosses 1497 (nicht erhalten)
- Nicht erhaltene Arbeiten für den Grafenhof in Dillenburg und in Siegen, u. a. ein nicht erhaltenes Retabel für die Stadtkirche von Dillenburg um 1505
- Tafelgemälde auf den Klappflügeln und Fassung der fünf Schnitzaltäre in der Marburger Elisabethkirche:
  - der Sippen-Altar 1511 (Inschr.). Der Hauptstifter war Dietrich von Cleen, der Landkomtur der Ballei Hessen in Marburg
  - der Johannes-Altar 1512 (Inschr.). Der Hauptstifter war der Deutschordensritter Eberhard Rode.
  - der Elisabeth-Altar um 1510, oder wahrscheinlicher: 1513. Einer der Stifter war Johann von Hohenfels.[6]
  - der St.-Georg- und St.-Martin-Altar 1514. Hauptstifter war Ewald von Hattenbach, ehemaliger Hauptkomtur des Deutschen Ordens.
  - Marienaltar um 1517–1518 (die Malerei vermutlich eine Werkstattarbeit)

- zwei Wandgemälde in der Schlosskapelle des Marburger Schlosses (fragmentarisch erhalten)
- 1520 Wandgemälde in der Stube des Landgrafen Philipp des Großmütigen auf dem Marburger Schloss (nicht erhalten)[7]
- 1525 Ausmalung des Appartements der Landgräfin Christina von Sachsen auf dem Marburger Schloss (nicht erhalten)
- Ausmalung des Marburger Rathauses um 1524